# Harmony (Nodo 2)
Harmony, también conocido como Nodo 2, es el "centro de servicios" de la Estación Espacial Internacional. Conecta los módulos de laboratorio de Estados Unidos, Europa y Japón, así como aporta energía eléctrica y conexiones de datos. Los dormitorios para cuatro de los miembros de la tripulación se encuentran en este módulo.
Harmony fue lanzado a bordo de la misión STS-120 el 23 de octubre de 2007. Tras ser acoplado temporalmente al lado de babor del Unity module, fue trasladado a su localización permanente en el extremo frontal del módulo Destiny el 14 de noviembre de 2007. Harmony amplió en 70 m3 el volumen habitable de la estación, un aumento de casi el 20%, desde 420 m3 a 490 m3. El éxito en su instalación supuso que, desde la perspectiva de la NASA, el núcleo del segmento orbital estadounidense estaba completo.

## Origen del nombre

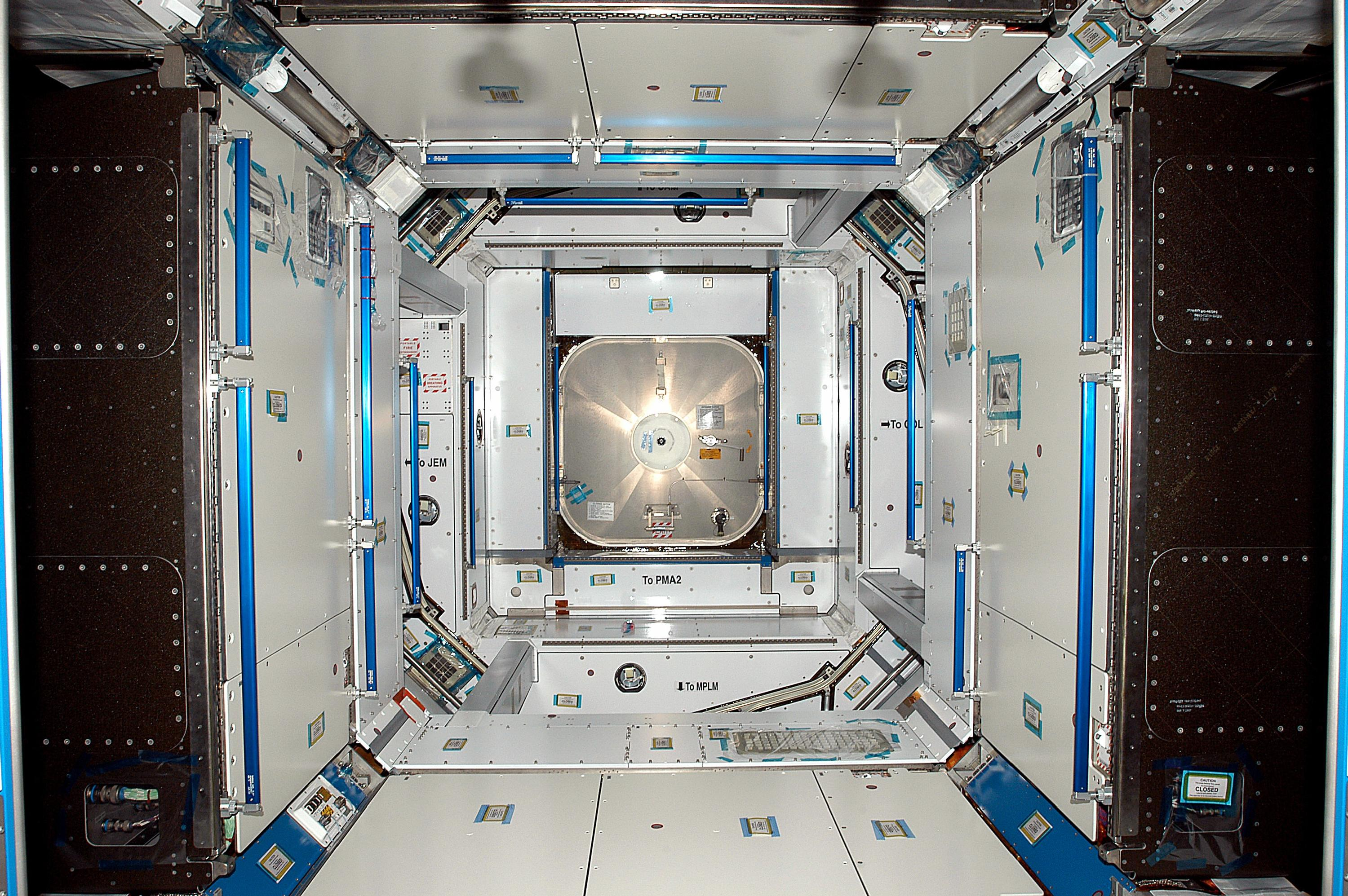
Interior del Harmony

El módulo anteriormente conocido como Nodo 2 fue renombrado Harmony en marzo de 2004. Este nombre fue seleccionado en una competición académica en la que participaron más de 2200 estudiantes de 32 estados, con edades comprendidas entre niveles desde parvulario hasta secundaria. El Desafío Nodo 2 necesitaba que los estudiantes aprendieran sobre la estación espacial, que construyeran un modelo a escala y que escribieran una redacción explicando el nombre que habían propuesto para el módulo, que servirá como conexión central para los laboratorios científicos.

## Especificaciones

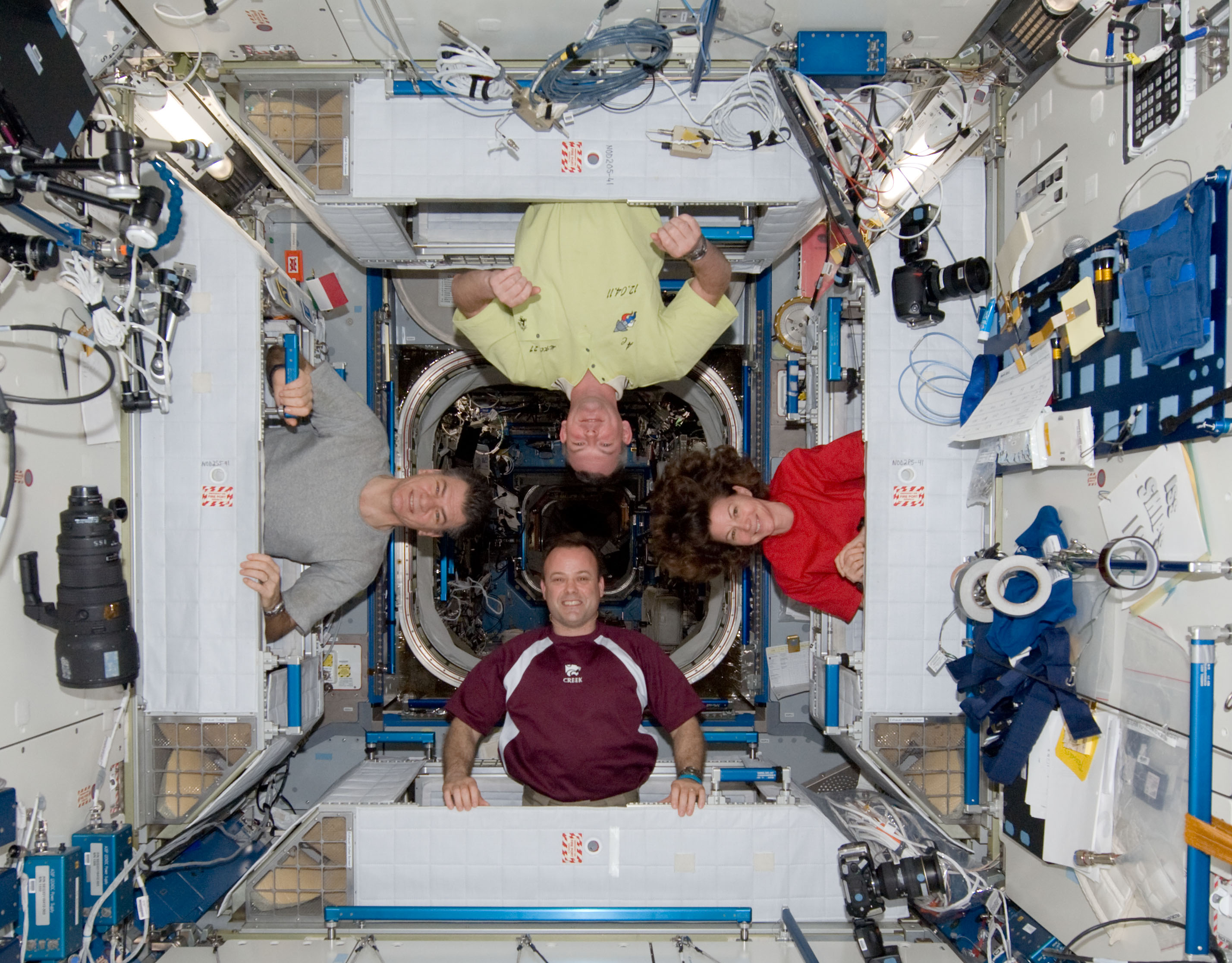
Crew members hanging out of the USOS crew quarters

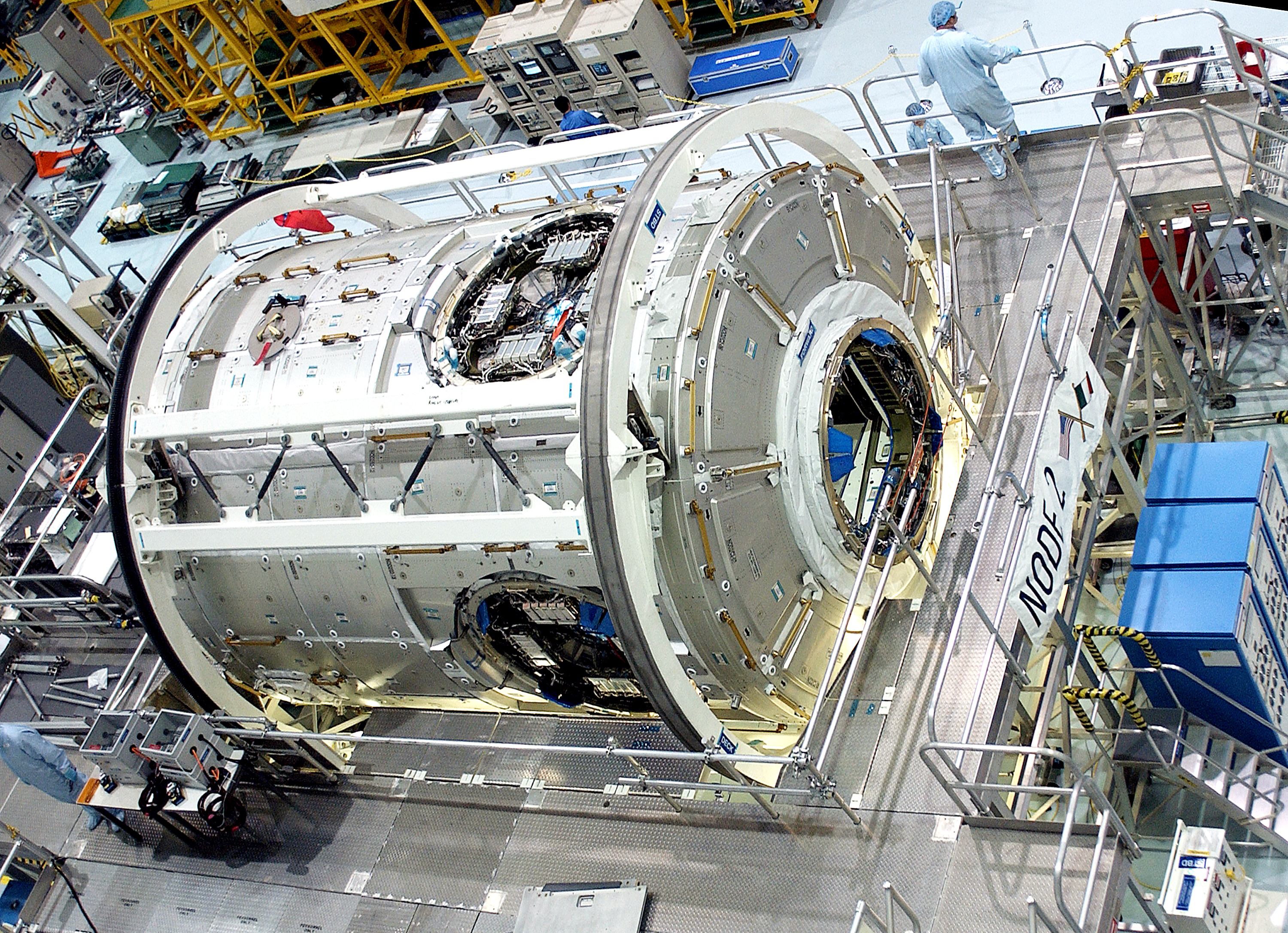
Harmony during assembly at the Space Station Processing Facility

Harmony es el segundo de tres módulos nodo del Segmento Orbital Estadounidense (USOS). Se compone de una estructura de aluminio 2219-T851 cilíndrica de 5,1 cm de grosor con dos cierres en los extremos aislada por una capa de Kapton. Se protege de los micrometeoritos gracias a 98 paneles compuestos fabricados de un sándwich de acero inoxidable y aluminio 6061-T6 y una barrera de Kevlar/resina. El diseño está basado en los Módulos Logísticos Multipropósito existentes, así como el módulo Columbus de la Agencia Espacial Europea (los cuales solo tienen un CBM pasivo cada uno). En el Harmony hay seis CBMs: el trasero conectado al Destiny es pasivo; el resto son activos.
Harmony está gestionado por la NASA desde Huntsville, Alabama. Su despliegue amplió la Estación Espacial, permitiendo su crecimiento de una casa de tres dormitorios a una de cinco, una vez se acoplen los módulos de laboratorio Kibō (japonés) y Columbus (europeo). El brazo robótico de la Estación Espacial, Canadarm2, puede operar desde un agarre situado en el exterior del Harmony. Harmony está equipado con ocho International Standard Payload Racks: cuatro con sistemas de aviónica y cuatro con dormitorios para la tripulación. Tras la cancelación del Módulo de Habitabilidad, Harmony fue elegido para alojar los dormitorios de la tripulación. Los primeros dos fueron entregados en la STS-126 y los siguientes dos en la STS-128.

## Acuerdo de construcción
En un acuerdo entre la NASA y la Agencia Espacial Europea, la compañía italiana Thales Alenia Space, construyó el Harmony en sus instalaciones de Turín (Italia). El Harmony llegó el 1 de junio de 2003 al Kennedy Space Center, Florida después de un vuelo en un avión de carga pesada Airbus Beluga. Después de la inspección posterior al transporte, la Agencia Espacial Italiana entregó formalmente el Harmony a la Agencia Espacial Europea (ESA). A partir de ahí, la ESA transfirió formalmente sus derechos del Harmony a la NASA el 18 de junio de 2003. Esto ocurrió en la Space Station Processing Facility del centro espacial Kennedy. Con la entrega del Harmony se completó un elemento principal de acuerdo de intercambio entre la ESA y la NASA, firmado en Turín el 8 de octubre de 1997.
Paolo A. Nespoli, un astronauta de la ESA nacido en Milán (Italia), acompañó al módulo Harmony a bordo de la STS-120 como especialista de la misión.

## Lanzamiento

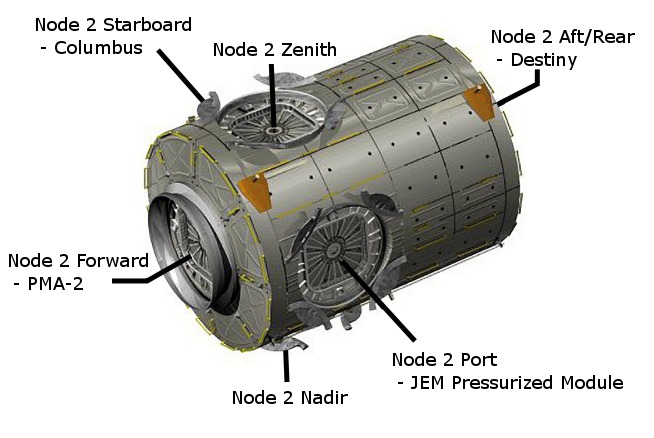
Gráfico mostrando los puertos de conexión del Harmony.

Harmony fue lanzado el 23 de octubre de 2004 a bordo de la STS-120, como principal componente de la misión de ensamblaje ISS-10A.
El 26 de octubre de 2007, el brazo robótico (SSRMS) de la estación retiró el Harmony de la bodega de carga del transbordador y lo acopló temporalmente a babor del Unity, el 27 de octubre de 2007, la tripulación entró en el Harmony. Tras la partida del transbordador, Harmony fue recolocado al puerto frontal del laboratorio Destiny. Necesitó de tres EVAs por la tripulación de la estación para completar su instalación.

## Módulos de conexión y vehículos visitantes

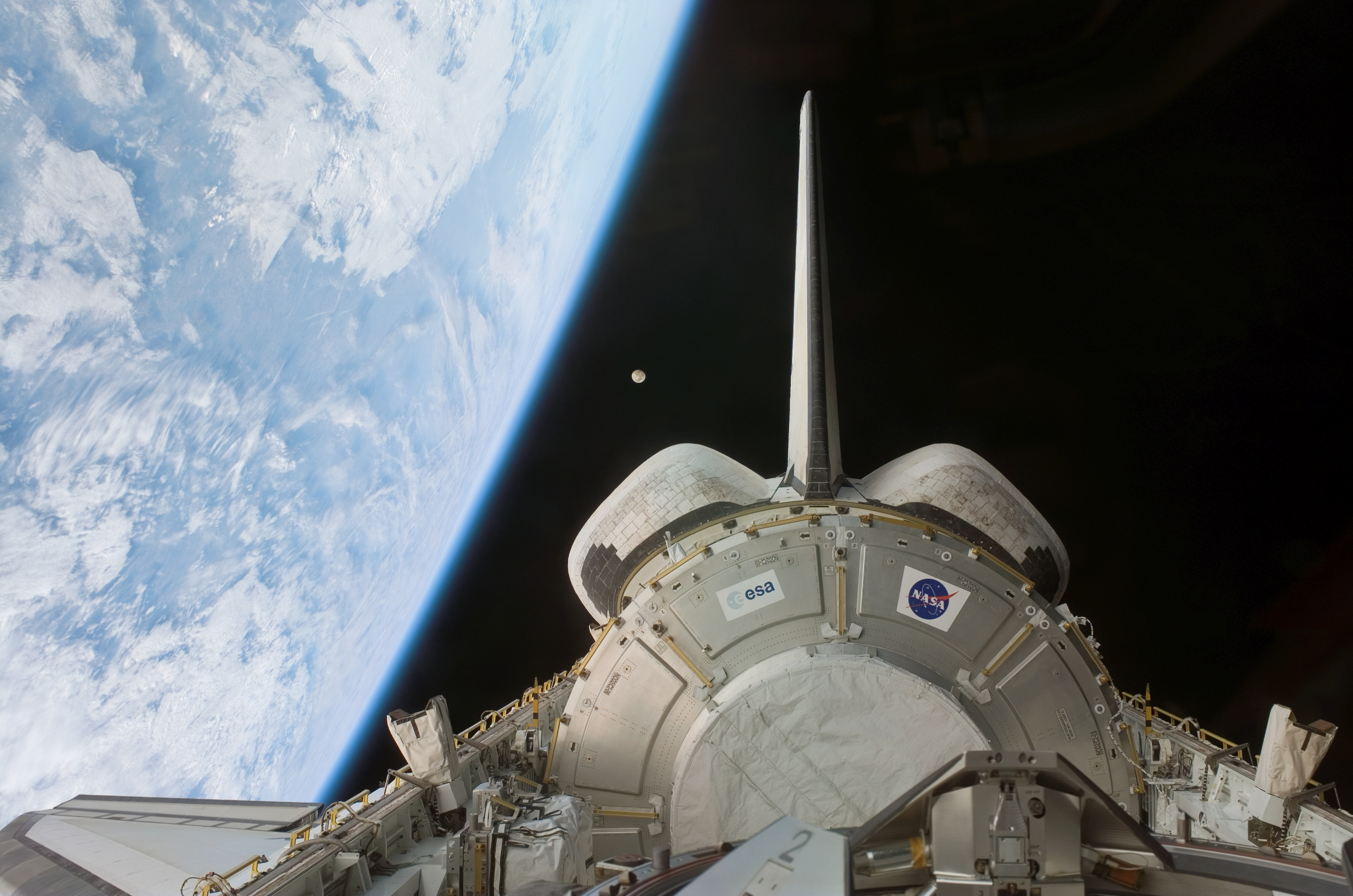
Harmony dentro de la bahía de carga del Transbordador Espacial Discovery de camino a la EEI.

Harmony fue la primera ampliación permanente de espacio habitable en la EEI tras la instalación del Pirs en 2001. La tripulación de la Expedición 16 el Adaptador de Acople Presurizado (PMA-2) el 12 de noviembre de 2007 del Destiny al puerto frontal del Harmony. La unidad combinada PMA-2/Harmony fue atracada finalmente en su lugar al frente del Destiny el 14 de noviembre de 2007. Todas las siguientes misiones del transbordador se acoplaron en esta ubicación.
El 11 de febrero de 2008, el laboratorio Columbus de la ESA fue acoplado al puerto de estribor del Harmony durante la misión del transbordador STS-122. El 14 de marzo de 2008, la Sección Presurizada del Módulo de Logística de Experimentos (ELM-PS) del Kibō fue acoplada en su ubicación temporal: el puerto cénit del Harmony. Durante la STS-124, el Módulo Presurizado del Kibō fue añadido al lateral de babor del Harmony y el ELM-PS fue trasladado dejando la escotilla cénit vacía. Dicha escotilla originalmente iba a ser el lugar de acople para el actualmente cancelado Centrifuge Accommodations Module (CAM).
Cuando el Transbordador Espacial volaba misiones de los Módulos Logísticos Multipropósito (MPLMs) a la estación, el MPLM era atracado temporalmente en el puerto nadir del Harmony. El H-II japonés y los vehículos Commercial Resupply Service (COTS), Dragon y Cygnus también son atracados temporalmente en los puertos nadir o cénit.
En agosto de 2016, el puerto de atraque frontal fue equipado con un Adaptador de Acoplamiento Internacional (IDA) llevado a bordo de la misión CRS-9. Este adaptador se utilizó por primera vez con el acople automatizado de la nave Crew Dragon durante su misión de prueba no tripulada el 3 de marzo de 2019.

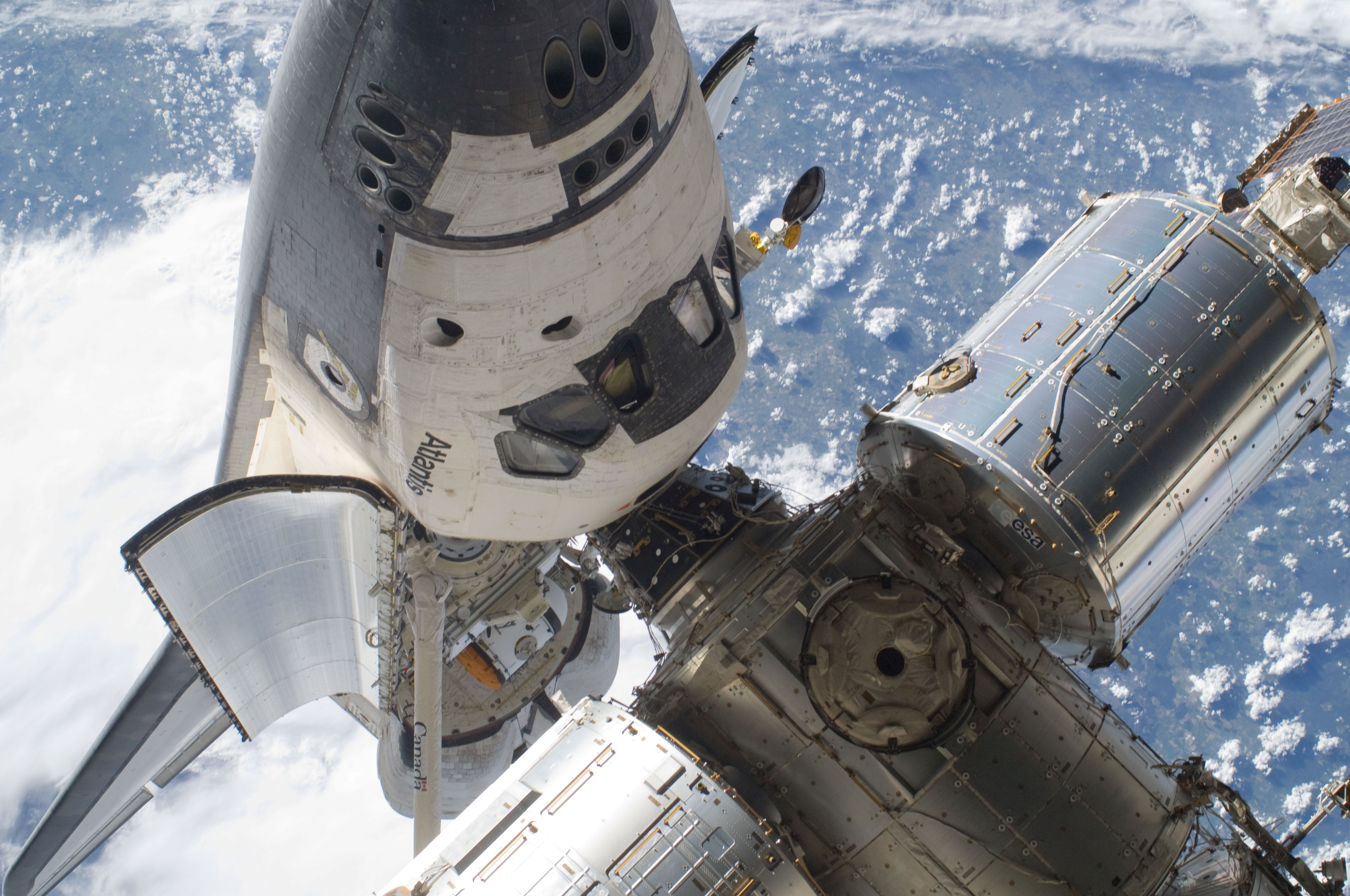
Transbordador Espacial acoplado al PMA-2
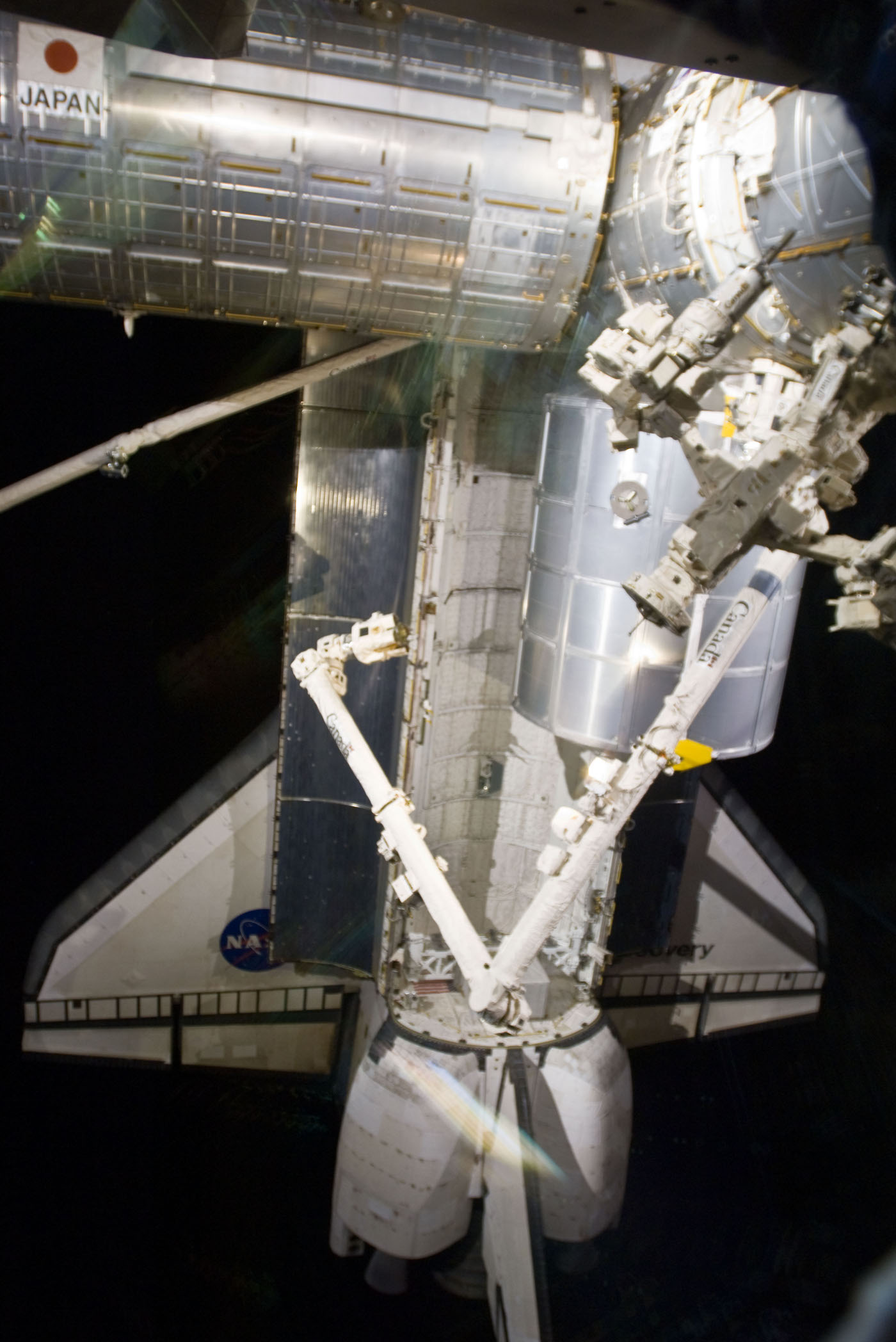
MPLM atracado en el puerto nadir del Nodo 2
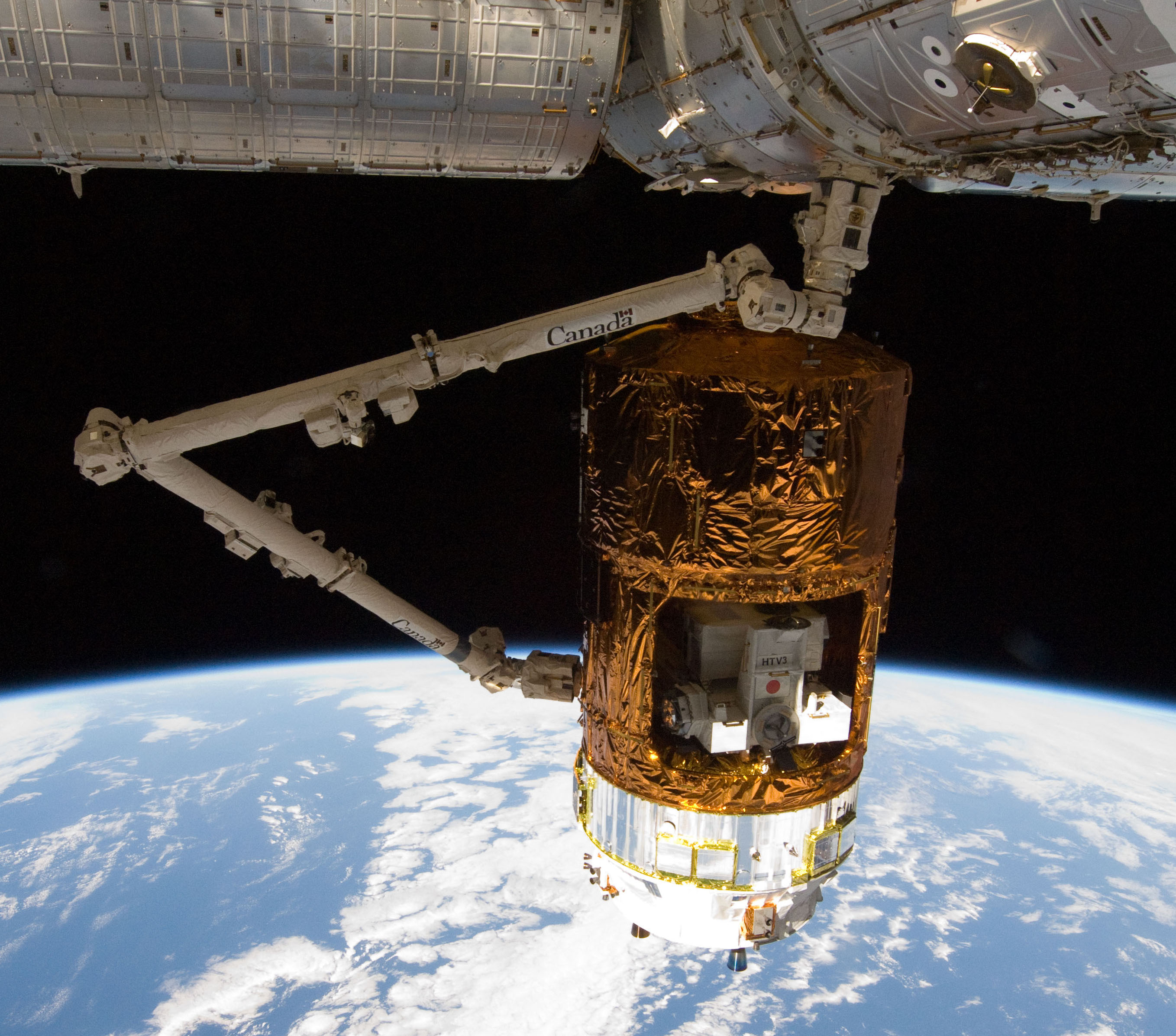
HTV siendo atracado al nadir del Nodo 2
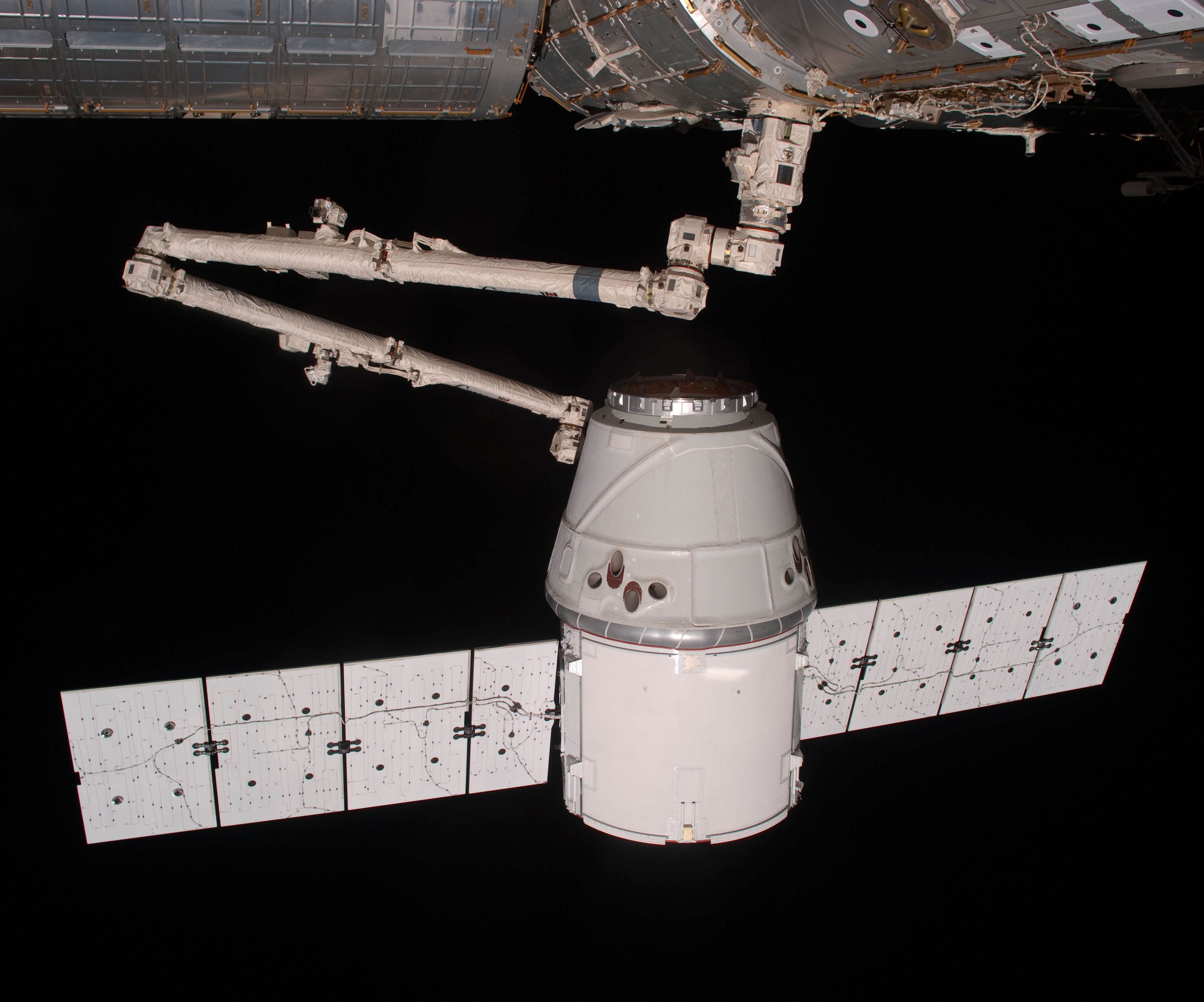
Dragon siendo atracada al nadir del Nodo 2
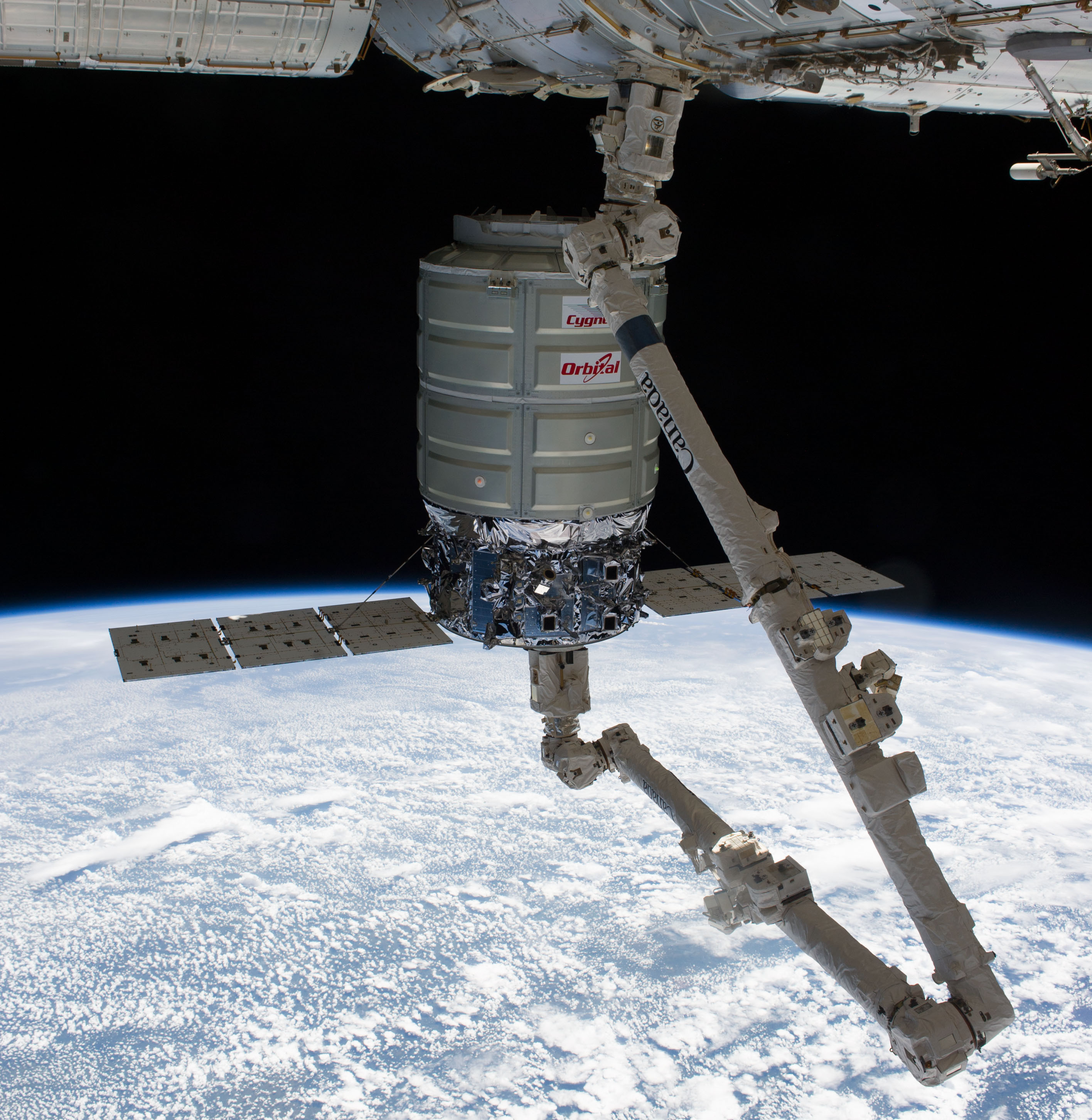
Cygnus desacoplándose del nadir del Nodo 2
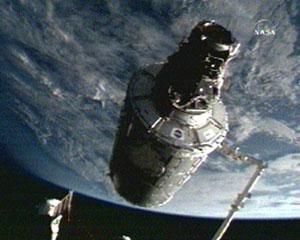
El Canadarm2 moviendo el Harmony a su posición en la ISS

El 26 de marzo de 2017, el PMA-3 se retiró roboticamente del módulo Tranquility y se acopló al cénit del Harmony tras un paseo espacial exitoso el 24 de marzo de 2017. Un segundo paseo espacial fue realizado el 30 de marzo de 2017 para finalizar las conexiones del PMA-3 con el Harmony. El PMA-3 está enlazado con el Adaptador de Acoplamiento Internacional 3, entregado en la misión SpaceX CRS-18 en julio de 2019. IDA-3 fue enlazado completamente con el PMA-3 durante un EVA el 21 de agosto de 2019.